# Puch
Pour les articles homonymes, voir Puch (homonymie).
Puch est une entreprise constructrice d'engins mécaniques autrichienne fondé en 1899 par le serrurier Johann Puch à Graz en Styrie. Elle fabrique des bicyclettes, des motocyclettes, des moteurs à combustion, et des automobiles.
En 1928, l'entreprise fusionne avec les ateliers Austro-Daimler. Finalement, en 1934, la société est devenue partie intégrante du groupe Steyr Daimler Puch. La production de bicyclettes est abandonnée en 1987 et les droits de marque ont été vendus à l'italien Piaggio ; depuis 1997, ils appartient à Cycleurope. Le reste de l'entreprise a été absorbé par Magna International en 1998.

## Histoire

### Fondation

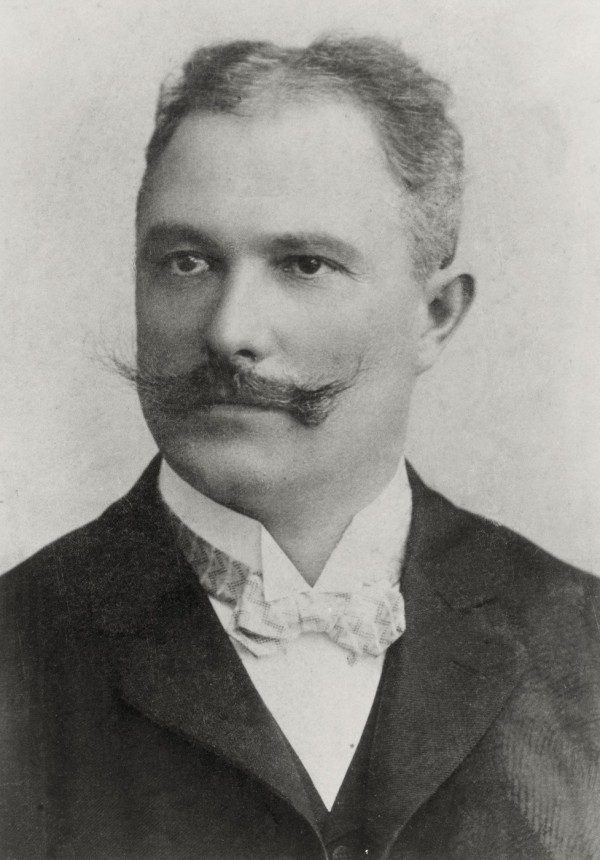
Johann Puch dans les années 1890.

Johann Puch (1862-1914), né Janez Puh au village de Sakušak en Basse-Styrie, provient d'une famille de paysans slovènes. Il suit une formation de serrurier à Ptuj ; cycliste enthousiaste, il travaille comme agent pour Humber Limited à partir de 1889 et fabrique des vélos Styrie dans un petit atelier à Graz. 
En 1891, il fonde sa première société Johann Puch & Comp, employant 34 ouvriers. Le coureur cycliste Josef Fischer, en remportant la première édition de Paris-Roubaix en 1896, popularise les vélos Styrie qui sont exportés vers l'Angleterre et la France. Puch a conclu une coopération avec l'atelier mécanique Dürkopp à Bielefeld et, en 1895, il emploie plus de 300 travailleurs produisant environ 6000 vélos par an.
En 1897, Puch quitte la société après une dispute avec ses partenaires d'affaires. Deux ans plus tard, il fonde la Erste steiermärkische Fahrrad-Fabriks-Actien Gesellschaft à Graz. La compagnie commence à produire des motos et des cyclomoteurs. Elle connaît le succès grâce à l'innovation et un travail de qualité. 

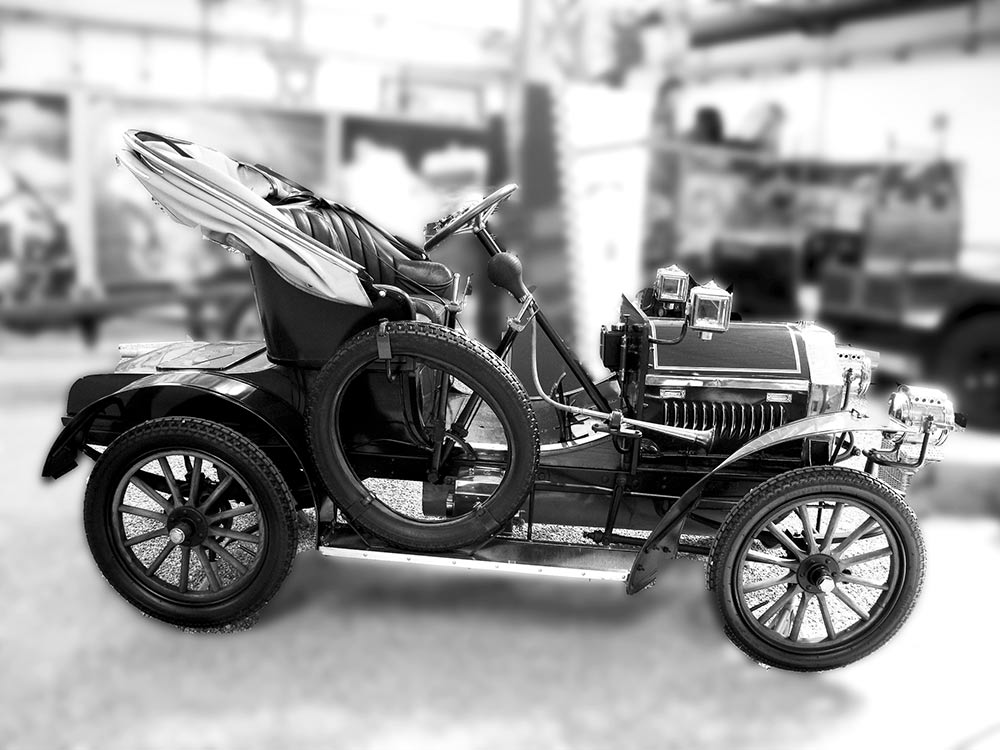
Puch voiturette de 1906.

La principale usine de production, appelée plus tard Einser-Werk (« usine numéro un »), est construite dans le sud de Graz, dans les districts de Gries et de Puntigam. La production de moteurs commence en 1901 et les voitures suivent en 1904. En 1906, la production des voiturette à deux cylindres Puch commence et en 1909 une voiture Puch bat le record du monde de vitesse avec 130,4 km/h. En 1910, Puch est connu pour avoir produit des berlines pour les membres de la famille impériale Habsbourg.
En 1912, Johann Puch prend sa retraite et devient président honoraire de la société. Cette année-là, la société emploie environ 1 100 travailleurs et produit 16 000 bicyclettes et plus de 300 motos et voitures chaque année. Les voitures Puch sont à l'avant-guerre du Rallye autrichien des Alpes et à partir de 1913, le quatre cylindres 38 CV Type VIII Alpenwagen est fabriqué à Graz. Pendant la Première Guerre mondiale, Puch devient un fournisseur important de véhicules de l'armée austro-hongroise.

### Steyr Daimler Puch

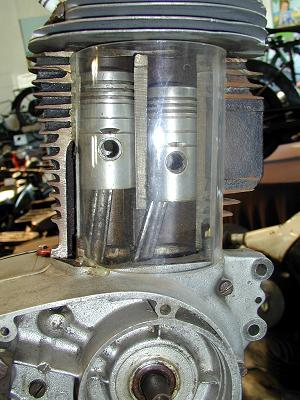
Coupe du moteur et son double piston (le premier sert de compresseur).

En 1928, l'entreprise fusionnna avec Austro-Daimler pour former les Austro Daimler Puchwerke qui elles-mêmes s'associèrent à Steyr en 1934 pour constituer Steyr Daimler Puch. Jusque dans les années 1990, la société est active dans le domaine motocycliste, notamment en Tout Terrain, avec compétition dans le domaine du Motocross et de l'Enduro, ainsi que des cyclomoteurs à boîte de vitesses, mais aussi automobile avec des véhicules ou des systèmes de transmission adaptés au tout terrain, à destination des marchés civils et militaires. 
Un véhicule Tout-Terrain entièrement conçu par Steyr-Puch, le Haflinger, petit, maniable et endurant, comme le cheval éponyme, est longtemps utilisé par l'armée autrichienne.
Plus récemment[Quand ?] la version à quatre roues motrices de la première Fiat Panda est équipée de transmissions spéciales (boîte transfert et pont-différentiel) conçus et réalisés par Steyr-Puch.

## Modèles

### Scooters
R125

### Cyclomoteurs
Puch Maxi

### Motocyclettes
250 SGS de 1968 :

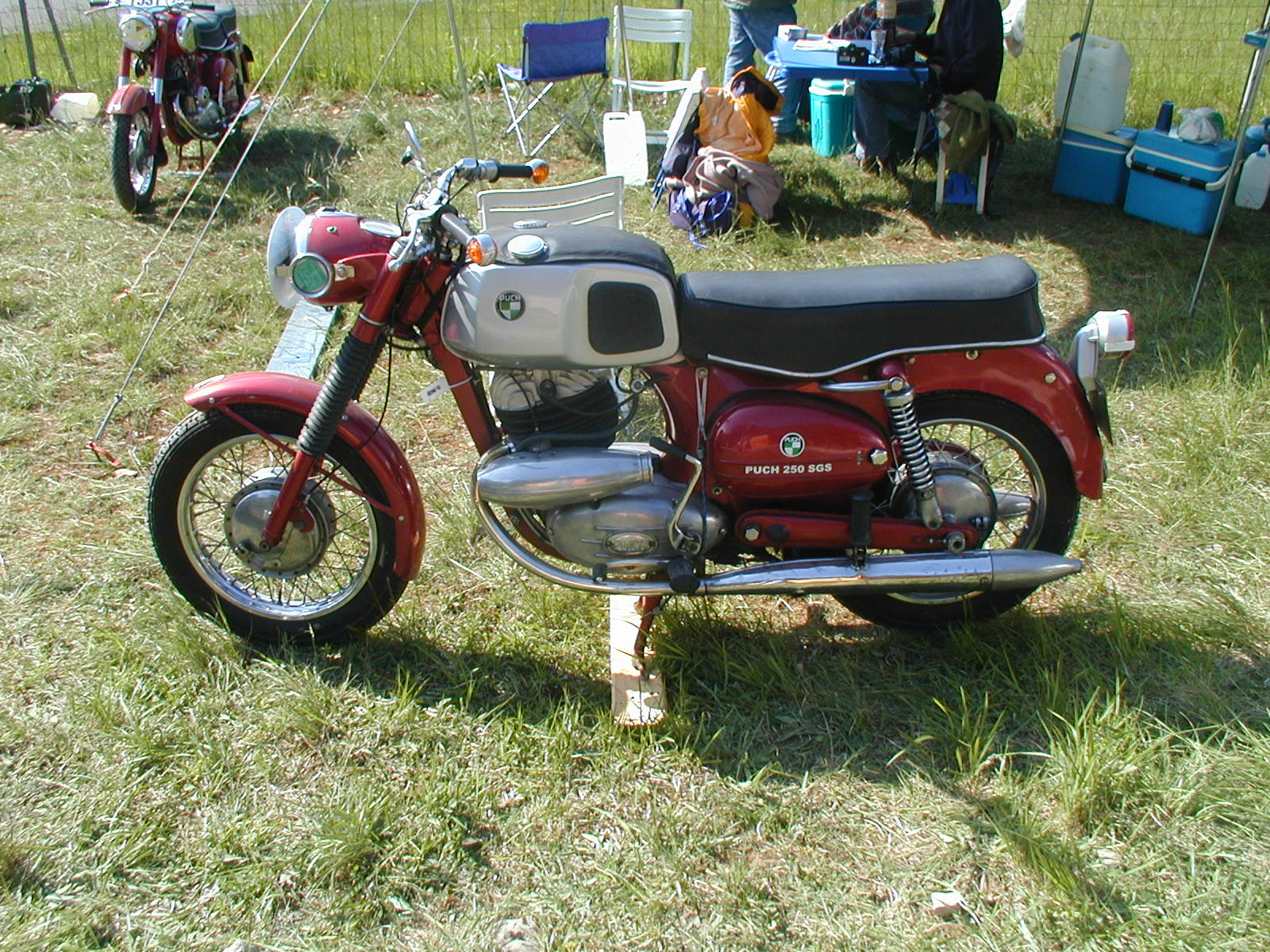
Une Puch 250 SGS de 1968 (au second plan, une 175 SVS)

- Moteur : 2-temps à graissage séparé par pompe, deux pistons et une seule chambre de combustion
- Alésage : 2 × 45 millimètres
- Course : 78 millimètres
- Cylindrée : 248,1 cm3
- Puissance : 16 chevaux (13,8 ch pour la version SG)
- Régime : 5 800 tr/min
- Couple maximum : 23 N m à 3 800 tr/min
- Roues : 16 pouces
- Vitesse maxi : environ 120 km/h

### Voitures
Puch 230
Puch 300
Puch 500